# Cremastocheilus angularis
Cremastocheilus angularis är en skalbaggsart som beskrevs av Leconte 1857. Cremastocheilus angularis ingår i släktet Cremastocheilus och familjen Cetoniidae. Inga underarter finns listade i Catalogue of Life.